# Alticola lemminus
Alticola lemminus är en däggdjursart som först beskrevs av Miller 1898.  Alticola lemminus ingår i släktet asiatiska bergssorkar och familjen hamsterartade gnagare. IUCN kategoriserar arten globalt som livskraftig. Inga underarter finns listade i Catalogue of Life.
Vuxna exemplar är 88 till 120 mm långa (huvud och bål), har en 10 till 28 mm långa svans och väger 21 till 30 g. Pälsen har på ovansidan under sommaren en grå färg med bruna nyanser och undersidans päls är vit till ljusgrå. Vinterpälsen är vanligen vitaktig med krämfärgade och ljusbruna nyanser. Vid svansen är undersidan ljusgrå medan ovansidan är svartbrun och vid svansens spets förekommer en tofs av längre hår. Pälsbytet sker mellan april och juli samt mellan september och oktober. Molarerna har en form som liknar skogssorkarnas molarer.
Denna gnagare förekommer i östra Ryssland ungefär från floden Lena österut. Den vistas i bergstrakter mellan 1500 och 2000 meter över havet. Habitatet utgörs av bergsängar och buskskogar samt av alpin vegetation. Honor har en eller sällan två kullar per år.
Alticola lemminus har främst lav som föda. Den äter även mossa, bär, blad, gräsfrön, blommor, frukter och ryggradslösa djur. För att hitta födan vandrar arten upp till 100 meter från boet. Ibland lagrar den lite föda i nästet. Honor kan ha 3 till 9 ungar per kull men 4 till 5 ungar är vanligast. I södra delen av utbredningsområdet kan honor som föds tidig under våren ha en egen kull senare under samma år.